# هانا هاربر
هانا هاربر (بالإنجليزية: Hannah Harper)‏ (مواليد 4 يوليو 1982) هي ممثلة إباحية إنجليزية معتزلة ومخرجة أفلام إباحية، خلال مشوارها ظهرت في 263 فيلم كممثلة و5 كمخرجة، كما ظهرت في عدة مجلات أبرزها بينت هاوس وهاسلر. وقامت بدور أوفيليا في مسلسل كو-إد كونفيدينشال.

## حياتها
ولدت في بلدة بريكسهام في مقاطعة ديفون، درست المسرح،الإعلام، الرقص وعلم النفس في كلية ساوث ديفون. كانت وظيفتها الأولى في محل يقدم طبق السمك ورقائق البطاطا ثم عملت في فندق كموظفة استقبال ونادلة. بدأت مشوارها في الأفلام الإباحية في 2001.
في 2003 تشرحت ل جائزة إيه في إن في فئة أفضل ممثلة.

## وصلات خارجية
- هانا هاربر على موقع IMDb (الإنجليزية)
- هانا هاربر على موقع أول موفي (الإنجليزية)
- هانا هاربر على موقع قاعدة بيانات الفيلم (الإنجليزية)
- هانا هاربر على موقع كينوبويسك (الروسية)